# 四氯化硅
四氯化硅是化学式为SiCl4的无机化合物，由永斯·贝采利乌斯于1823年发现。

## 制备
四氯化硅可以由各种硅化合物（例如硅铁合金和碳化硅）或二氧化硅与碳的混合物的氯化而成，其中最常使用硅铁合金的氯化生产四氯化硅。
在实验室里，SiCl
4是由硅和氯在600 °C（1,112 °F）下直接反应而成的：
Si + 2 Cl
2 → SiCl
4

## 化学性質
与四氯化碳不同，四氯化硅与水迅速反应生成二氧化硅和氯化氢。反应也会产生中间体SiCl3(OH)、SiCl2(OH)2和SiCl(OH)3，它们可以在低温下分离。
{\displaystyle SiCl_{4}+2H_{2}O\rightarrow SiO_{2}+4HCl}
四氯化硅也会和氟化氢交换卤素，生成通式为SiClxF4-x的中间体，最终产生四氟化硅。
{\displaystyle SiCl_{4}+4HF\rightarrow SiF_{4}+4HCl}
它和正丁基锂在乙醚里反应，生成四丁基硅烷：
{\displaystyle {\ce {SiCl4{}+4LiC4H9->[\mathrm {Et_{2}O} ][]Si(C4H9)4{}+4LiCl}}}
它与甲醇或乙醇反应则分别得到硅酸四甲酯和硅酸四乙酯：
{\displaystyle SiCl_{4}+4ROH\rightarrow Si(OR)_{4}+4HCl}
高温下与硅发生归中反应：
{\displaystyle Si+SiCl_{4}\rightarrow Si_{2}Cl_{6}}+ 同系物

## 用途
四氯化硅沸点较低，多次分馏可用于生产多晶硅；也可用于生产高纯的合成石英玻璃（熔融石英）。它可被氢气还原为硅，也可水解为二氧化硅。大量的高纯硅应用在半导体工业和光電池中。

## 危害
摄入和吸入四氯化硅有毒，而且它对皮肤、眼睛和粘膜有刺激性。和其它氯代硅烷一样，四氯化硅的毒性源自水解形成的氯化氢。此外，在多晶硅的制造过程中，四氯化硅会污染环境。

## 扩展阅读
- Greenwood, N. N.; Earnshaw, A.  2nd. Oxford:Butterworth-Heinemann. 1997. ISBN 0-7506-3365-4.